# Hendrik Hoogeveen
Hendrik Hoogeveen (1712-1791) et un helléniste néerlandais.

## Biographie
Né à Leyde de parents extrêmement pauvres, il reçut une éducation littéraire dans le gymnase de cette ville. Ses facilités lui valurent de se faire un nom, et il fut nommé en 1732 co-recteur de l'école de Gorinchem, puis quelques mois après recteur du gymnase de Woerden à vingt ans. En 1739, il prit la direction de celui de Culembourg ; en 1745, de celui de Bréda ; en 1761 de celui de Dordrecht, qu'il quitta enfin pour celui de Delft, ville dans laquelle il mourut.

## Œuvre
On a de lui :
- Remarques sur les Idiotismes de Vigier, où il augmente le traité De idiotismis de François Viger. Ces Remarques furent de nombreuses fois réimprimées.
- Traité des particules grecques (Leyde, 1769), ouvrage qui fut abrégé par Schutz.

## Source
- « Henri Hoogeveen », dans Louis-Gabriel Michaud, Biographie universelle ancienne et moderne : histoire par ordre alphabétique de la vie publique et privée de tous les hommes avec la collaboration de plus de 300 savants et littérateurs français ou étrangers, 2e édition, 1843-1865 [détail de l’édition]